# Arnaud Souquet
Arnaud Souquet (París, 12 de febrero de 1992) es un futbolista francés que juega en la demarcación de defensa.

## Carrera deportiva
Fichado en 2007 por el Lille O. S. C., en 2009 debutó por primera vez con el primer equipo del Lille. Sin embargo, en el Lille no jugó nada, por lo que se tuvo que marchar cedido al Paris Football Club en la temporada 2011-12 jugando 33 partidos y marcando 1 gol con el Paris. Tras esta temporada volvió a salir cedido, en esta ocasión al Royal Excel Mouscron belga. En 2014 dejó definitivamente el Lille y fichó por el JA Drancy donde tampoco tuvo oportunidades.
Tras fichar por el Poiré-sur-Vie Football, su carrera cambió. Allí jugó 21 partidos, siendo importante con dicho club. Tanto fue así, que en la temporada siguiente se marchó al Dijon F. C. O. de la Ligue 2, logrando el ascenso en esa temporada a la Ligue 1. Tras jugar 27 partidos en esa temporada fichó por el O. G. C. Niza. Dos años después, el 31 de agosto de 2018, el Niza hizo oficial su traspaso al K. A. A. Gante. El 6 de agosto de 2019 se hizo oficial su vuelta a Francia tras fichar por el Montpellier H. S. C.
En enero de 2023 volvió a salir al extranjero después de ser traspasado al Chicago Fire estadounidense. Estuvo un par de años y el 13 de febrero de 2025 le fue rescindido el contrato.

## Clubes
| Club                          | País           | Año       |
| ----------------------------- | -------------- | --------- |
| Lille O. S. C.                | Francia        | 2009-2014 |
| Paris F. C. (cedido)          | Francia        | 2011-2012 |
| Royal Excel Mouscron (cedido) | Bélgica        | 2012-2013 |
| JA Drancy                     | Francia        | 2014      |
| Poiré-sur-Vie Football        | Francia        | 2014-2015 |
| Dijon F. C. O.                | Francia        | 2015-2016 |
| O. G. C. Niza                 | Francia        | 2016-2018 |
| K. A. A. Gante                | Bélgica        | 2018-2019 |
| Montpellier H. S. C.          | Francia        | 2019-2023 |
| Chicago Fire                  | Estados Unidos | 2023-2025 |